# Zoran Zaev
Zoran Zaev (makedonsky Зоран Заев; * 8. října 1974, Ohrid, SFRJ) je severomakedonský politik a od roku 2017 i předseda vlády. Je rovněž předsedou politické strany SDSM (Svaz makedonských sociálních demokratů). V letech 2003–2005 byl poslancem severomakedonského parlamentu. V letech 2005–2016 byl starostou města Strumica.

## Životopis
Základní školu vyšel ve Strumici, kde vystudoval i střední školu. Poté studoval na ekonomické fakultě ve Skopje. Studia dokončil v roce 1997.
V roce 1996 vstoupil do politické strany SDSM a roku 2003 se stal poslancem severomakedonského parlamentu Sobranje. O dva roky později byl zvolen za starostu města Strumica. Na 8. sjezdu SDSM 18. září 2008 byl zvolen za předsedu strany. V polovině druhého desetiletí 21. století byl hlavním opozičním lídrem v Makedonii. V roce 2016 vedl SDSM jako lídr do voleb, které skončily patovým výsledkem. Po delším vyjednávání v roce 2017 sestavil vládu.
V roce 2017 byl při vniknutí demonstrantů do budovy severomakedonského parlamentu (Sobranje) poraněn na hlavě zuřivým davem. Nedlouho poté získal mandát od prezidenta Ivanova k sestavení nové makedonské vlády.